# Championnat du monde féminin de futsal AMF
Cet article concerne la compétition organisée selon les règles AMF. Pour celle organisée selon les règles FIFA, voir Coupe du monde féminine de futsal FIFA.
Le Championnat du monde féminin de futsal AMF est une compétition internationale de futsal organisée par la Association mondiale de futsal (AMF) et mettant aux prises des sélections nationales. Cette compétition est ouverte à toutes les fédérations reconnues par l'AMF.

## Histoire
Un Championnat du monde se tient en 2006 dans la province de Corrientes en Argentine, avec la participation de huit équipes. Certaines des équipes convoquées se sont retirées à la dernière minute, conduisant les organisateurs à les remplacer par des équipes composées de joueuses argentines et d'autres pays d'Amérique du Sud. Le concours a été remporté sans défaite par la Russie, qui a battu l'équipe de la région andine (composée de joueurs des municipalités frontalières du Chili et de l'Argentine),. Bien qu'organisé par l'AMF, il s'agit seulement d'un événement pilote.
La première édition officielle est organisée en 2008 dans la ville catalane de Reus, à laquelle 12 équipes ont participé, et est remportée par l'équipe hôte, la Catalogne.

## Palmarès
| # | Année | Lieu      |              | Champion | Score     | Finaliste     |       | Troisième | Score  | Quatrième |
| - | ----- | --------- | ------------ | -------- | --------- | ------------- | ----- | --------- | ------ | --------- |
| - | 2006  | Russie    |              | Russie   | 9 - 2     | Région andine |       | Venezuela | 10 - 3 | Brésil    |
| 1 | 2008  | Catalogne | Catalogne    | 4 - 0    | Galice    | Colombie      | 4 - 3 | Russie    |        |           |
| 2 | 2013  | Colombie  | Colombie     | 3 - 2    | Venezuela | Tchéquie      | 4 - 3 | Argentine |        |           |
| 3 | 2015  | Catalogne | Brésil       | 4 - 2    | Argentine | Colombie      | 3 - 0 | Paraguay  |        |           |
| 4 | 2022  | Colombie  | Colombie (2) | 12 - 0   | Canada    | Venezuela     | 3 - 0 | Catalogne |        |           |